# Columbus (Mississippi)
Columbus ist eine Stadt im Lowndes County im US-Bundesstaat Mississippi und der Verwaltungssitz (County Seat) von Lowndes County. Das U.S. Census Bureau hat bei der Volkszählung 2020 eine Einwohnerzahl von 24.084 ermittelt.

## Geografie
Columbus befindet sich etwa 220 Kilometer nordöstlich der Hauptstadt Jackson, nahe der Ostgrenze Mississippis zum Nachbarstaat Alabama.
Columbus ist Teil des Golden Triangle (Goldenen Dreiecks), das aus Starkville, West Point und Columbus besteht. Die Region teilt sich gemeinsam den Golden Triangle Regional Airport, der sich etwa auf halbem Weg zwischen Columbus und Starkville befindet.
Der Tennessee-Tombigbee Waterway führt westlich an Columbus vorbei. Nordwestlich der Stadt befindet sich der Columbus Lake. Durch den östlichen Teil Columbus’ führt der Luxapallila Creek. In der Stadt befinden sich weitere Gewässer.

## Einwohner
Bei der Volkszählung 2010 hatte Columbus 23.640 Einwohner. Im Jahr 2014 waren es 23.248 Einwohner, davon waren knapp 62 % Weiße und etwa 36 % Schwarze. Insgesamt ist in Columbus im Zeitraum von 2000 bis 2014 die Bevölkerung um rund 10,4 % geschrumpft. Schätzungen des United States Census Bureau zufolge war die Einwohnerzahl im Jahr 2016 jedoch wieder über 24.500 Einwohner. Columbus ist an der Bevölkerung gemessen (Stand 2010) die größte Stadt im Lowndes County sowie insgesamt die siebzehntgrößte in Mississippi. 96 % der Bevölkerung lebt städtisch. Dem United States Census Bureau zufolge umfasst die Stadt Columbus eine Fläche von ca. 57,8 km², von denen etwa 55,5 km² Land und 2,3 km² (4 %) Wasser sind.

## Wirtschaft und Infrastruktur
In Columbus befinden sich unter anderem Produktionsstätten des Hubschrauber- und Flugzeugteileherstellers Airbus Helicopters sowie des Stahlherstellers Steel Dynamics. Des Weiteren produziert die Firma Stark Aerospace von Israel Aerospace Industries Drohnen und Sensoren in Columbus; die Firma Weyerhaeuser hat eine Zellstofffabrik in Columbus. Die Columbus Air Force Base befindet sich etwa 14 Kilometer nördlich von Columbus.
Die Alabama and Gulf Coast Railway betreibt eine 690 Kilometer lange Eisenbahnstrecke zwischen Pensacola, Florida und Columbus. Von Norden erreicht eine Strecke der BNSF Railway Columbus, von Westen die Kansas City Southern Railway und die Bahnstrecke Columbus–Greenville der Columbus and Greenville Railway. Lokale Bahngesellschaften sind zudem die Golden Triangle Railroad und die Luxapalila Valley Railroad.

## Katastrophen
Am 12. Juni 1990 ereignete sich eine Explosion in einer Feuerwerksfabrik 30 Meilen außerhalb von Columbus, bei der zwei Arbeiter getötet wurden.
Zwischen Ende 1997 und Anfang 1999 ereignete sich eine Mordserie an fünf Senioren im Alter von 61 bis 80 Jahren.
Im November 2002 verursachte ein Tornado große Zerstörungen in Columbus und verwüstete dabei mindestens 55 Gebäude, darunter 26 von 60 Gebäuden der Mississippi University for Women.

## Politik
Seit 2006 ist Robert E. Smith Bürgermeister von Columbus. Dessen Sohn Robert E. junior wurde im Dezember 2016 erschossen in seinem Wohnhaus aufgefunden.
Im Juli 2015 beschloss der Stadtrat von Columbus einstimmig, nicht mehr öffentlich die Flagge Mississippis zu hissen, weil diese die Kriegsflagge der Konföderierten enthält, nachdem sich dazu zuvor bereits auch viele andere Städte wie Hattiesburg, Clarksdale, Grenada und Magnolia entschieden hatten.

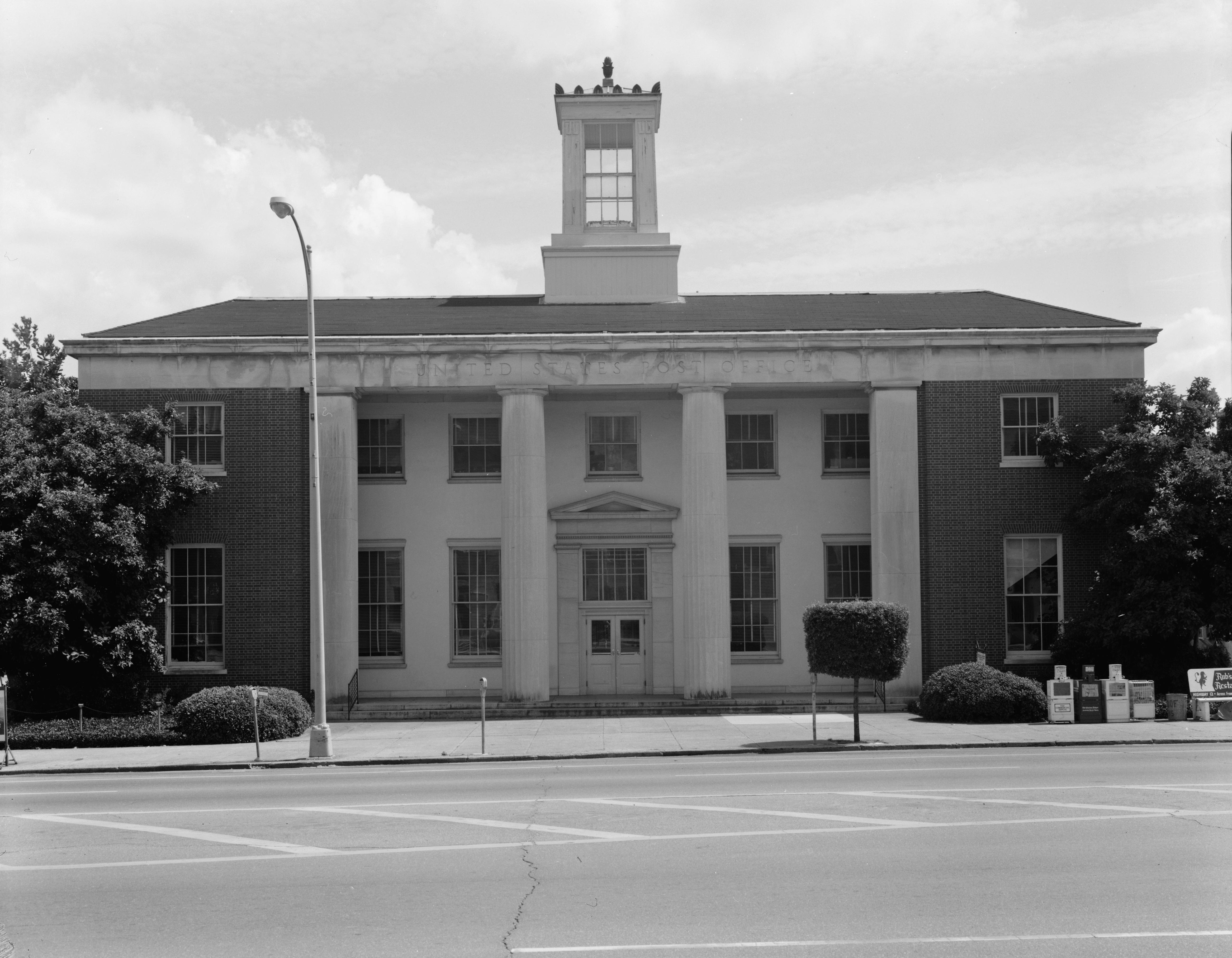
Das Postamt von Columbus (August 1980)
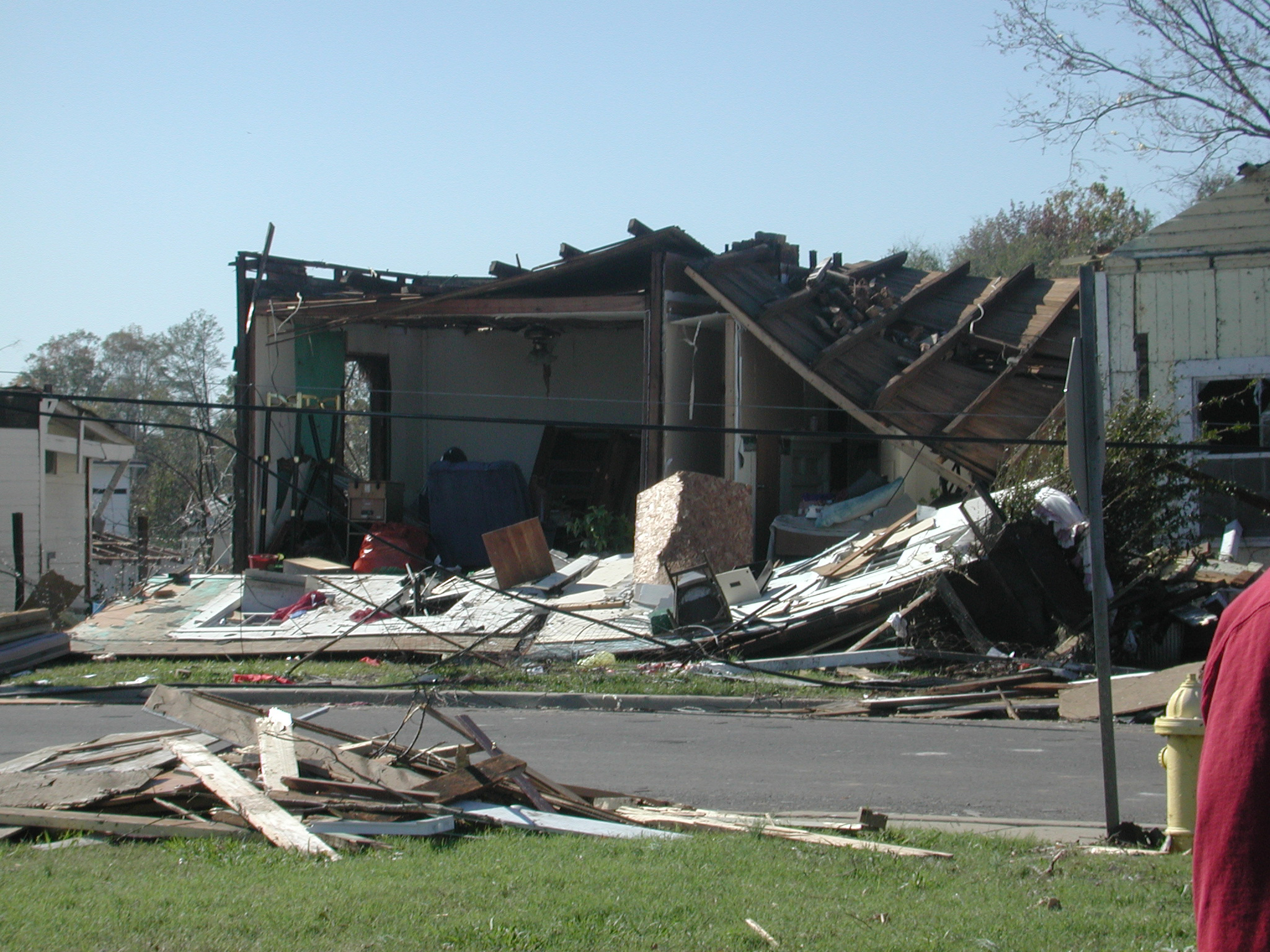
Verwüstungen in Columbus infolge des Tornados 2002
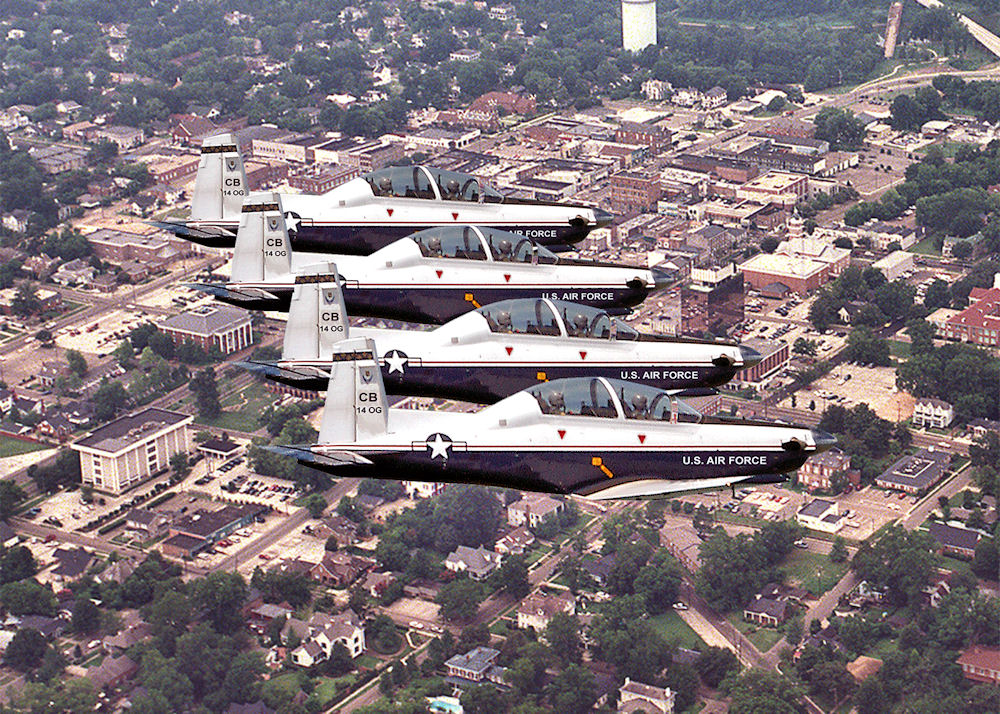
Manöver der US Air Force über Columbus

## Persönlichkeiten
Personen, die in Columbus geboren wurden, gestorben sind oder vor Ort gewirkt oder gelebt haben:
- William Cocke (1748–1828), Politiker, Senator für Tennessee
- James Whitfield (1791–1875), Politiker, Gouverneur von Mississippi
- Jesse Speight (1795–1847), Politiker, Mitglied im US-Repräsentantenhaus
- Hendley S. Bennett (1807–1891), Jurist und Politiker
- James Thomas Harrison (1811–1879), Jurist und Politiker
- William Taylor Sullivan Barry (1821–1868), Politiker, Mitglied im US-Repräsentantenhaus
- William Barksdale (1821–1863), Brigadegeneral der Konföderierten im Amerikanischen Bürgerkrieg
- William Edwin Baldwin (1827–1864), Brigadegeneral der Konföderierten im Amerikanischen Bürgerkrieg
- Jehu Amaziah Orr (1828–1921), Politiker
- Henry W. Barry (1840–1875), Jurist und Politiker
- James T. Harrison (1848–1934), Politiker, Vizegouverneur von Mississippi
- Jacob McGavock Dickinson (1851–1928), Jurist und Politiker
- Samuel Andrew Witherspoon (1855–1915), Jurist und Politiker
- Lee Meriwether (1862–1966), Schriftsteller, Jurist und Diplomat
- Harvey Helm (1865–1919), Politiker, Mitglied im US-Repräsentantenhaus
- Arthur Cyprian Harper (1866–1948), Politiker, Bürgermeister von Los Angeles
- Lida Mayo (1904–1978), Historikerin
- Tennessee Williams (1911–1983), Schriftsteller, zweifacher Pulitzerpreis-Gewinner
- Henry Armstrong (1912–1988), Boxer
- James E. Darnell (* 1930), Zellbiologe und Professor an der Rockefeller University in New York
- Leslie Frazier (* 1959), American-Football-Trainer
- Andrew Wood (1966–1990), Musiker und Sänger